# يوسف الدوسري
يوسف الدوسري هو لاعب قوى سعودي ولد في 12 يناير 1962 م الموافق لـ 5 شعبان 1384 ه‍. شارك يوسف الدوسري في سباق حواجز 110 متر وفي سباق حواجز 400 متر صنف رجال في الألعاب الأولمبية الصيفية 1988 التي أقيمت في مدينة سيول الكورية الجنوبية عندما كان في عمره ستة وعشرين (26) سنة وأقصي في المرحلة الأولى.

## الألعاب الأولمبية الصيفية 1988
جاءت مشاركة يوسف الدوسري في الألعاب الأولمبية الصيفية 1988 في إطار مشاركته في منتخب السعودية لألعاب القوى الممثل للمملكة العربية السعودية رفقة زملائه محمد فهد البيشي، حجي بكر القحطاني، محمد برك الدوسري، إبراهيم محمد الويران وعبد العزيم العليوات. شارك في سباق 110 أمتار حواجز و400 متر حواجز صنف رجال ودامت المشاركة أيام 23 و25 شتنبر 1988 لم ينجح خلالها يوسف الدوسري في الوصول إلى الدور الثاني.

### 110 أمتار حواجز
شارك يوسف الدوسري في سباق 110 أمتار حواجز يوم 25 شتنبر 1988 احتل خلالها المركز السادس من أصل ستة في المجموعة الثالثة في المرحلة الأولى من الإقصائيات، وأنهى خلالها السباق في 15 دقيقة و3 ثواني.
| المرحلة        | المجموعة   | خط البداية | التوقيت | الترتيب    |
| -------------- | ---------- | ---------- | ------- | ---------- |
| المرحلة الأولى | المجموعة 2 | /5/        | 15:03   | 6 من أصل 6 |

### 400 متر حواجز
شارك يوسف الدوسري في سباق 400 متر حواجز يوم 23 شتنبر 1988 احتل خلالها المركز السابع من أصل سبعة في المجموعة الخامسة في المرحلة الأولى من الإقصائيات، وأنهى خلالها السباق في 53 دقيقة و51 ثانية.
| المرحلة        | المجموعة   | خط البداية | التوقيت | الترتيب    |
| -------------- | ---------- | ---------- | ------- | ---------- |
| المرحلة الأولى | المجموعة 5 | /8/        | 53:51   | 7 من أصل 7 |

## روابط خارجية
- يوسف الدوسري على موقع أوليمبيديا (الإنجليزية)